# Bataille de Huoyi
Transition des Sui aux Tang
Batailles
Bataille de Huoyi - Bataille de Yanshi - Bataille de Qianshuiyuan - Bataille de Hulao
La bataille de Huoyi (chinois traditionnel : 霍邑之戰), a lieu en Chine le 8 septembre 617 et oppose les troupes de Li Yuan, le duc de Tang venant d'entrer en rébellion contre l'empereur, à celles de la dynastie Sui régnante. Li Yuan marche vers le sud le long des rives de la rivière Fen à la tête d'une armée d'environ 25 000 hommes vers la capitale impériale, Daxingcheng. Son avancée est stoppée pendant deux semaines à cause de fortes précipitations, laissant le temps aux Sui de réagir. L'armée du duc de Tang rencontre une force composée de 20 000 (ou 30 000 suivant les sources) soldats d'élite à Huoyi, où ils sont retranchés.
La cavalerie de Li Yuan, commandée par ses deux fils aînés, attire les forces Sui hors de la ville, ce qui permet aux armées d'engager le combat. Malgré une bataille tournant à leur avantage, les troupes des Sui se débandent, peut-être à la suite de l'arrivée du reste de l'armée rebelle, d'habiles manœuvres de cavalerie ou d'une rumeur lancée par Li Yuan affirmant la mort de leur commandant. Les troupes tentent de se replier sur Huoyi, mais la cavalerie de Li Yuan leur coupe la route.
Cette victoire du duc de Tang est suivie par la prise de Huoyi, maintenant faiblement défendue, puis la marche des troupes sur Daxingcheng, qui tombe entre les mains des rebelles en novembre. Au cours de l'année suivante, Li Yuan dépose le dernier empereur Sui et se proclame empereur, fondant la dynastie Tang.

## Contexte
Vers la fin du règne de Sui Yangdi (604–618), second empereur de la dynastie Sui, l'autorité impériale commence à s'effondrer. Les guerres contre le royaume coréen de Koguryo, et l'immense gâchis humain et matériel qui en découle en constituent la principale raison. Les multiples revers militaires, la conscription d'un nombre croissant d'hommes pour la guerre et la réquisition des rares réserves de céréales disponibles pour les besoins de l'armée, couplés à une série de catastrophes naturelles, entraînent un mécontentement croissant dans tout le pays,,. Les révoltes rurales se multiplient dans tout l'Empire à partir de 611. L'effritement de la légitimité et du prestige de l'empereur, à cause de ses échecs militaires, incite d'ambitieux magnats provinciaux à contester son pouvoir. En dépit de tout cela, l'empereur Yangdi reste obnubilé par ses campagnes militaires en Corée, et ce n'est que lorsque les troubles se répandent dans l'Empire et que les puissants Turcs orientaux deviennent hostiles qu'il réalise la gravité de la situation. En 616, il abandonne le Nord et se retire à Jiangdu, où il demeure jusqu'à son assassinat en 618,,.
Avec le retrait de l'empereur de la scène politique, les gouverneurs locaux et les magnats sont libres de poursuivre leurs propres intérêts pour accéder au pouvoir. Neuf prétendants majeurs émergent : certains visent le trône impérial, d'autres, comme Li Mi dans le Henan, se contentent de titres plus modestes comme duc (gōng) ou roi (wáng). L'un des prétendants les mieux placés est Li Yuan, duc de Tang et gouverneur de Taiyuan, une cité du nord-ouest du pays actuellement capitale de la province du Shanxi. Descendant d'une famille noble liée à la dynastie Sui et ayant poursuivi une carrière remarquable, Li Yuan est un candidat sérieux pour le trône : sa province est dotée d'excellentes défenses naturelles, d'une population fortement militarisée et est située près des villes de Daxingcheng (Chang'an) et Luoyang, les deux capitales des Sui,.

## La marche vers le sud de Li Yuan

Portait de Li Yuan en empereur Tang Gaozu (618–626)

L'historiographie traditionnelle met l'accent sur la réticence initiale de Li Yuan à se révolter contre les Sui, finalement persuadé par ses principaux conseillers et son second fils (et successeur) Li Shimin. En réalité, Li Yuan envisage une rébellion au moins depuis le moment de sa nomination à Taiyuan au début de l'an 617. À la mi-617, Li Yuan lève des troupes supplémentaires dans sa province et fait exécuter ses deux adjoints, nommés par Sui Yangdi pour le surveiller. Il conclut également une alliance avec Shibi (en), le puissant Khagan des Turcs orientaux, lui permettant de sécuriser sa frontière nord tout en lui apportant des troupes supplémentaires et surtout des chevaux dont il manquait,. Au début, cependant, Li Yuan se présente comme loyaliste et proclame son intention de placer Yang You, petit-fils de Yangdi, sur le trône.
Les moindres détails de la campagne de Li Yuan ont été consignés par Wen Daya, son premier secrétaire, ce qui nous permet d'avoir une idée assez précise de son déroulement. À la mi-juillet, une première expédition commandée par Li Shimin et Li Jiancheng (en), les fils aînés de Li Yuan, est lancée contre la commanderie de Xihe, un bastion de loyalistes Sui, localisée plus au sud le long des rives de la rivière Fen. Les fils de Li Yuan réussissent à s'emparer de la province en quelques jours et retournent à Taiyuan. C'est finalement le 10 août, une fois ses préparatifs achevés, que Li Yuan commence sa marche en direction du sud vers Daxingcheng, en longeant la rivière Fen. Son « armée vertueuse » comprend 30 000 hommes, dont 20 000 viennent de la milice locale « faucon flamboyant », les quelque 10 000 restants comprennent des volontaires et 500 soldats turcs fournis par le khagan et leurs 2 000 chevaux. Il confie à son fils âgé de quinze ans, Li Yuanji (en) la garde de Taiyuan alors que Li Jiancheng et Li Shimin l'accompagnent en tant que lieutenants. Par ailleurs, une petite troupe commandée par Zhang Lun (chinois traditionnel : 張綸) est détachée de l'armée principale et avance en parallèle afin de s'emparer des commanderies loyalistes situées plus à l'ouest afin de sécuriser les flancs de l'expédition,.
Fin août, l'armée de Li Yuan est contrainte de s'arrêter pendant deux semaines à un endroit appelé Guhubao à cause des fortes précipitations. Cet arrêt donne aux autorités Sui le temps de réagir : le général Qutu Tong (en) est envoyé sécuriser la commanderie de Hedong sur le fleuve Jaune tandis qu'une armée de 20 000 troupes d'élite sous le commandement de Song Laosheng marche vers le nord en direction de la ville de Huoyi, située à environ 27 km au sud de Guhubao, pour affronter l'armée de Li Yuan. Huoyi se trouve à l'extrémité sud d'un défilé par lequel passe la route, suivant les rives de la rivière Fen, offrant ainsi une excellente position pour surveiller une armée venant du nord. Lorsque les troupes de l'armée de Li Yuan apprennent la présence de Song Laosheng, certains préconisent un repli sur Taiyuan, craignant qu'en leur absence les Turcs ne brisent le traité et attaquent la ville. Au cours d'un conseil, Li Yuan prend le parti de ses fils qui plaident en faveur de la poursuite la campagne. Ainsi, le 8 septembre, après la fin des pluies, l'armée de Li Yuan quitte son campement. Au lieu de suivre la route à travers le défilé, elle emprunte un chemin à travers les collines du sud-est, qui leur aurait été révélé par un paysan de la région.
L'armée de Li Yuan qui parvient à Huoyi compte moins de 30 000 hommes, peut-être seulement 25 000, à cause des détachements laissés en arrière. Elle est principalement composée d'infanterie, divisée en six divisions chacune commandée par un général (tongjun), mais la manière dont ces généraux sont subordonnés à Li Yuan et ses fils n'est pas claire. Suivant la tradition, Li Jiancheng et Li Shimin commandent respectivement les ailes gauche et droite, mais les comptes-rendus de la bataille suggèrent une armée divisée entre avant, centre et arrière. La cavalerie, forte de quelques centaines d'hommes, est apparemment gardée en réserve. Hormis le fait qu'elle soit composée de troupes d'élite, peu de choses sont connues sur l'armée Sui de Song Laosheng. Certaines sources indiquent qu'elle compte 30 000 hommes, là ou la grande majorité parle de 20 000. La différence peut être due à une erreur, ou indique un recrutement de forces additionnelles à Huoyi.

## La bataille
Il existe deux comptes-rendus de cette bataille : celui rédigé par Wen Daya, et un compte-rendu officiel ultérieur, compilé au cours du règne de Li Shimin et devenu la version principale reprise par l'historiographie chinoise traditionnelle. Cette deuxième version renforce le rôle du second fils de Li Yuan, lui faisant apporter la touche décisive de la bataille en déclenchant une charge de cavalerie, tout en dénigrant les rôles de son père et de son frère ainé Li Jiancheng, qu'il fera d'ailleurs assassiner avant de monter sur le trône. Les deux comptes-rendus sont difficilement conciliables, mais le récit de Wen Daya, malgré ses propres insuffisances, est privilégié par les historiens, l'auteur étant un témoin oculaire de la bataille,. Selon le récit de Wen Daya, Li Yuan craint que Song Laosheng ne refuse de mener bataille et ne le force à s'engager dans un siège prolongé et coûteux de la ville. C'est pourquoi, dès que l'état-major et la cavalerie franchissent les collines et arrivent en vue de Huoyi au début de l'après-midi du 8 septembre, Li Yuan envoie ses fils à la tête de la cavalerie pour manœuvrer devant les murs de Huoyi, espérant attirer l'armée Sui hors de la ville. Il espère ainsi exploiter la réputation d'imprudence de Song Laosheng. L'infanterie qui forme le gros de l'armée, plus lente, est alors toujours en train de traverser les collines. Li Yuan envoie alors des officiers pour les presser. Song Laosheng, qui y a peut-être vu une opportunité de détruire l'armée ennemie avant qu'elle ne se regroupe, déploie sa propre armée hors des murs de la ville, mais se montre peu disposé à avancer plus avant, n'étant finalement aiguillonné que par une retraite feinte de la cavalerie.
À ce moment, l'infanterie de Li Yuan arrive sur le champ de bataille, la division avant se déployant en carré pour repousser une éventuelle attaque Sui tandis que les deux autres divisions arrivent derrière elle. À ce stade, le compte-rendu de Wen Daya devient plus grossier, se contentant d'indiquer que l'infanterie charge l'armée ennemie, tandis que les fils de Li Yuan conduisent la cavalerie et contournent l'un des flancs de l'armée Sui jusqu'à la ville, où la petite garnison laissée par Song Laosheng est forcée de fermer les portes. Li Yuan répand alors la rumeur de la mort de Song Laosheng, démoralisant les forces Sui qui battent en retraite. La déroute devient totale lorsqu'ils trouvent leur route vers Huoyi coupée par la cavalerie de Li Yuan et les portes de la ville closes. Le récit de Wen Daya peut être complété par le compte-rendu officiel ultérieur, qui malgré son biais en faveur de Li Shimin, contient également des éléments indiquant que tout ne suit pas les plans de Li Yuan : il semble que dans un premier temps l'affrontement entre l'infanterie de Li Yuan et l'armée Sui tourne à l'avantage de cette dernière qui repousse Li Yuan, peut-être parce qu'il n'avait pas encore réussi à rassembler toutes ses forces sur le champ de bataille. Que ce soit grâce à l'arrivée du reste de l'infanterie de Li Yuan, grâce aux actions de sa cavalerie le long et derrière les flancs Sui, ou grâce à son stratagème, le moral de l'armée Sui cède brusquement et sa résistance s'effondre.
La bataille est terminée à 16:00 et se conclut par la victoire écrasante de Li Yuan qui conduit ensuite ses troupes contre la ville de Huoyi elle-même. Bien que l'armée de Li Yuan ne soit pas équipée d'instrument de siège, la garnison de la ville s'avère trop petite pour résister efficacement et Huoyi tombe en quelques heures.

## Conséquences
Après leur victoire, Li Yuan et son armée continuent leur avancée vers le sud et atteignent à la mi-octobre le fleuve Jaune. Une partie de l'armée est laissée en arrière pour bloquer la garnison Sui de Puzhou (en), tandis que le reste traverse la rivière et bat une armée Sui tentant de les arrêter. Le gouverneur de Huazhou remet la ville et ses greniers à Li Yuan, ce qui permet à ce dernier de marcher sur la capitale. En chemin, il est rejoint par sa fille, la princesse Pingyang, et son cousin, Li Shentong, avec des troupes levées de leur propre chef. Au moment où l'armée de Li Yuan atteint Daxingcheng, les sources contemporaines indiquent qu'elle compte 200 000 hommes. Après un bref siège, les troupes de Li Yuan prennent d'assaut la capitale le 9 novembre.
Cet exploit fait de Li Yuan un prétendant majeur pour la domination de l'Empire, mais pour le moment, malgré les appels de ses généraux à se proclamer immédiatement empereur, il prétend toujours être loyal aux Sui. Ainsi, la famille impériale est mise en sécurité, sa dignité respectée et le jeune Yang You intronisé sous le nom d'empereur Sui Gongdi, Yangdi devenant « empereur retiré » ou Taishang Huang (chinois traditionnel : 太上皇 ; pinyin : huáng de tàishàng), un poste honorifique dénué de tout pouvoir. Ce n'est que le 16 juin 618, précisément un an après sa rupture formelle actée par l’exécution de ses adjoints, que Li Yuan dépose l'empereur fantoche et se proclame premier empereur de la dynastie Tang, sous le nom de temple Gaozu,.
La nouvelle dynastie doit encore faire face aux divers rebelles et chefs de guerre locaux ayant surgi à travers l'empire chinois, mais dès 628, avec un mélange judicieux de force et de clémence, les Tang finissent par pacifier la Chine et consolider leur pouvoir,.